# Scapheremaeus nogueraius
Scapheremaeus nogueraius är en kvalsterart som beskrevs av Segundo Ríos och Palacios-Vargas 1998. Scapheremaeus nogueraius ingår i släktet Scapheremaeus och familjen Cymbaeremaeidae. Inga underarter finns listade i Catalogue of Life.